# كانتون سانتا آنا
كانتون سانتا آنا (بالإنجليزية: Santa Ana Canton, Ecuador)‏ هو كانتون في الإكوادور، يتبع مقاطعة مانابي.

## أعلام
- دانيال مينه